# Rudolph Hackbarth
Rudolph Hackbarth (Blumenau, 10 de marzo de 1994) es un jugador de balonmano brasileño que juega de extremo derecho en el REBI Balonmano Cuenca de la Liga Asobal. Es internacional con la selección de balonmano de Brasil.

## Palmarés

### Selección nacional
| Juegos Panamericanos                      | Juegos Panamericanos | Juegos Panamericanos | Juegos Panamericanos |
| Año                                       | Lugar                | Medalla              |                      |
| ----------------------------------------- | -------------------- | -------------------- | -------------------- |
| 2019                                      | Lima                 | Medalla de bronce    |                      |
| 2023                                      | Santiago de Chile    | Medalla de plata     |                      |
| Campeonato Panamericano                   |                      |                      |                      |
| Año                                       | Lugar                | Medalla              |                      |
| 2018                                      | Groenlandia          | Medalla de plata     |                      |
| Campeonato Sudamericano y Centroamericano |                      |                      |                      |
| Año                                       | Lugar                | Medalla              |                      |
| 2020                                      | Brasil               | Medalla de plata     |                      |
| 2022                                      | Brasil               | Medalla de oro       |                      |
| 2024                                      | Buenos Aires         | Medalla de oro       |                      |
| Juegos Suramericanos                      |                      |                      |                      |
| Año                                       | Lugar                | Medalla              |                      |
| 2018                                      | Cochabamba           | Medalla de oro       |                      |

## Clubes
| Club                  | País   | Año         |
| --------------------- | ------ | ----------- |
| Handebol Blumenau     | Brasil | 2012 - 2013 |
| Handebol Londrina     | Brasil | 2014 - 2015 |
| EC Pinheiros          | Brasil | 2016 - 2019 |
| BM Ciudad de Logroño  | España | 2019 - 2021 |
| BM Huesca             | España | 2021 - 2023 |
| REBI Balonmano Cuenca | España | 2023 - Act. |